# 蒂爾堡市政廳
蒂爾堡市政廳（荷蘭語：Paleis-Raadhuis）是位於荷蘭城市蒂爾堡的一座建築，也是蒂爾堡的市政廳。

## 历史
蒂爾堡市政廳曾是荷蘭王室的行宮之一。蒂爾堡市政廳修建於1847年，之後曾經兩次重建。

## 画廊

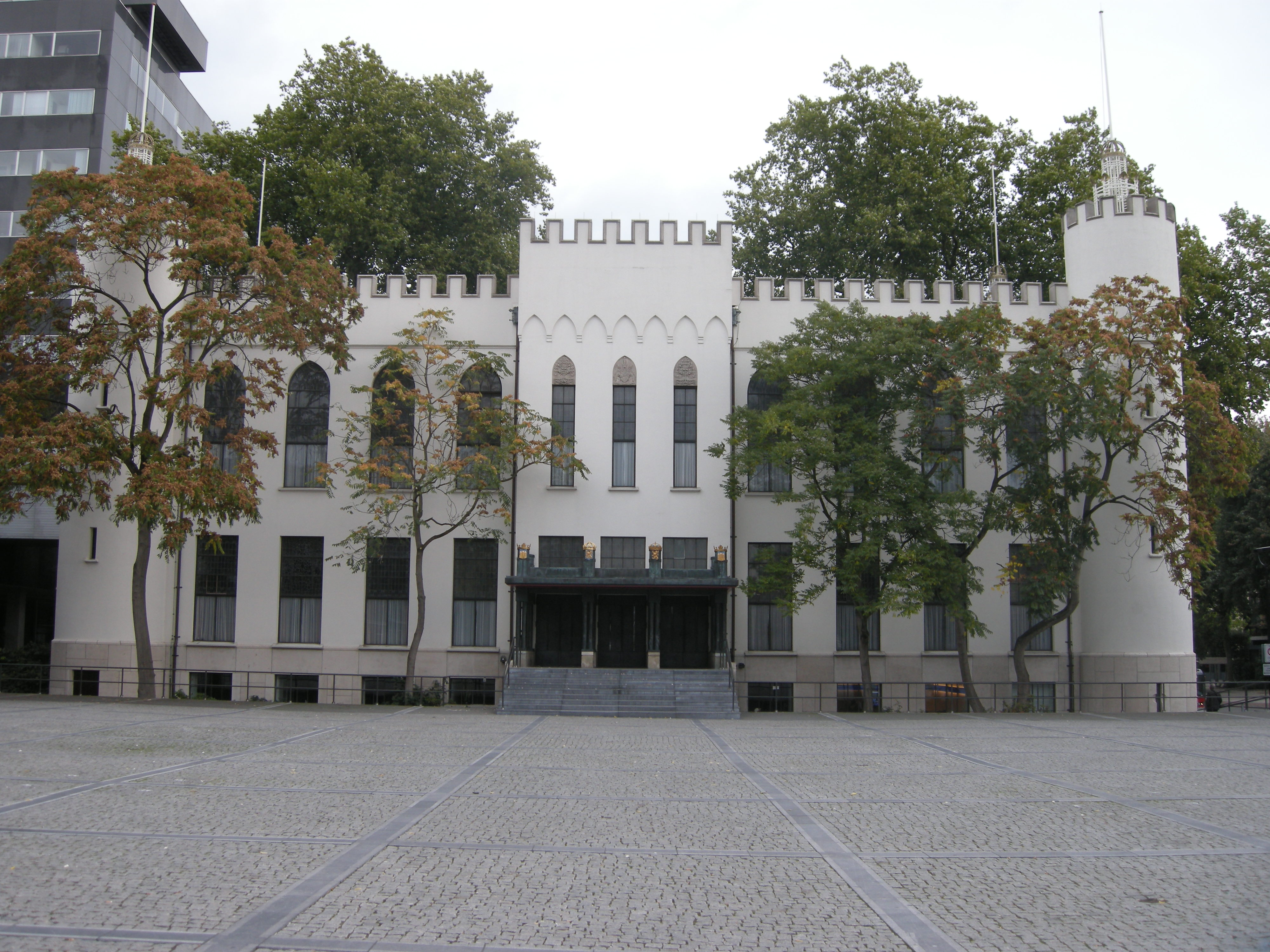
如今的市政厅
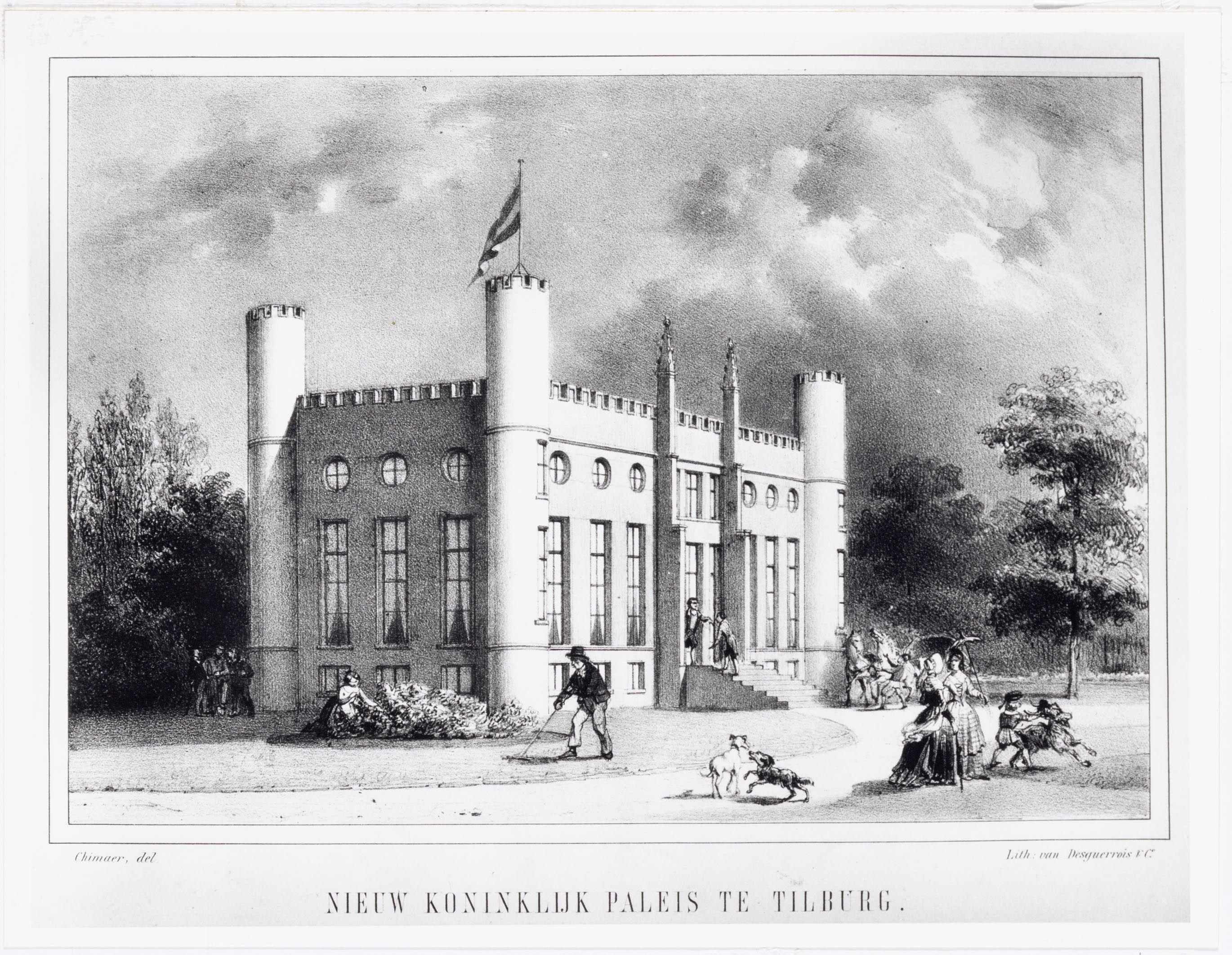
1849年市政厅

51°33′16.97″N 5°5′12.71″E / 51.5547139°N 5.0868639°E